# Tyspanodes creaghi
Tyspanodes creaghi is een vlinder uit de familie van de grasmotten (Crambidae), uit de onderfamilie van de Spilomelinae. De wetenschappelijke naam van deze soort is voor het eerst voorgesteld door George Francis Hampson in een publicatie uit 1899.
De soort komt voor in Thailand, Maleisië (Borneo), Indonesië (Papoea) en Australië.